# Hippocampus spinosissimus
Hippocampus spinosissimus är en fiskart som beskrevs av Weber 1913. Hippocampus spinosissimus ingår i släktet Hippocampus och familjen kantnålsfiskar. IUCN kategoriserar arten globalt som sårbar. Inga underarter finns listade i Catalogue of Life.